# St. Nikolaus (Gemünd)

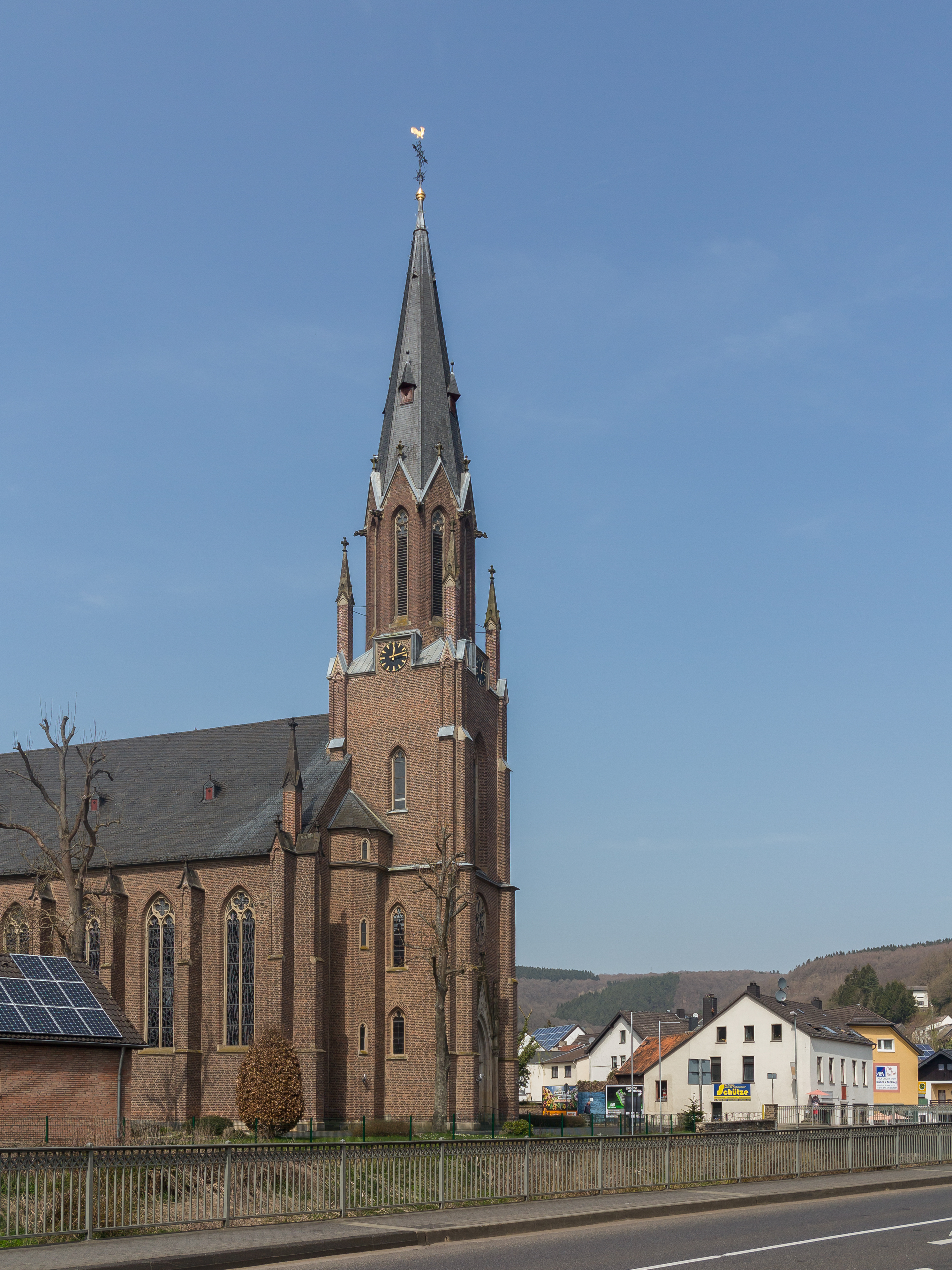
St. Nikolaus in Gemünd

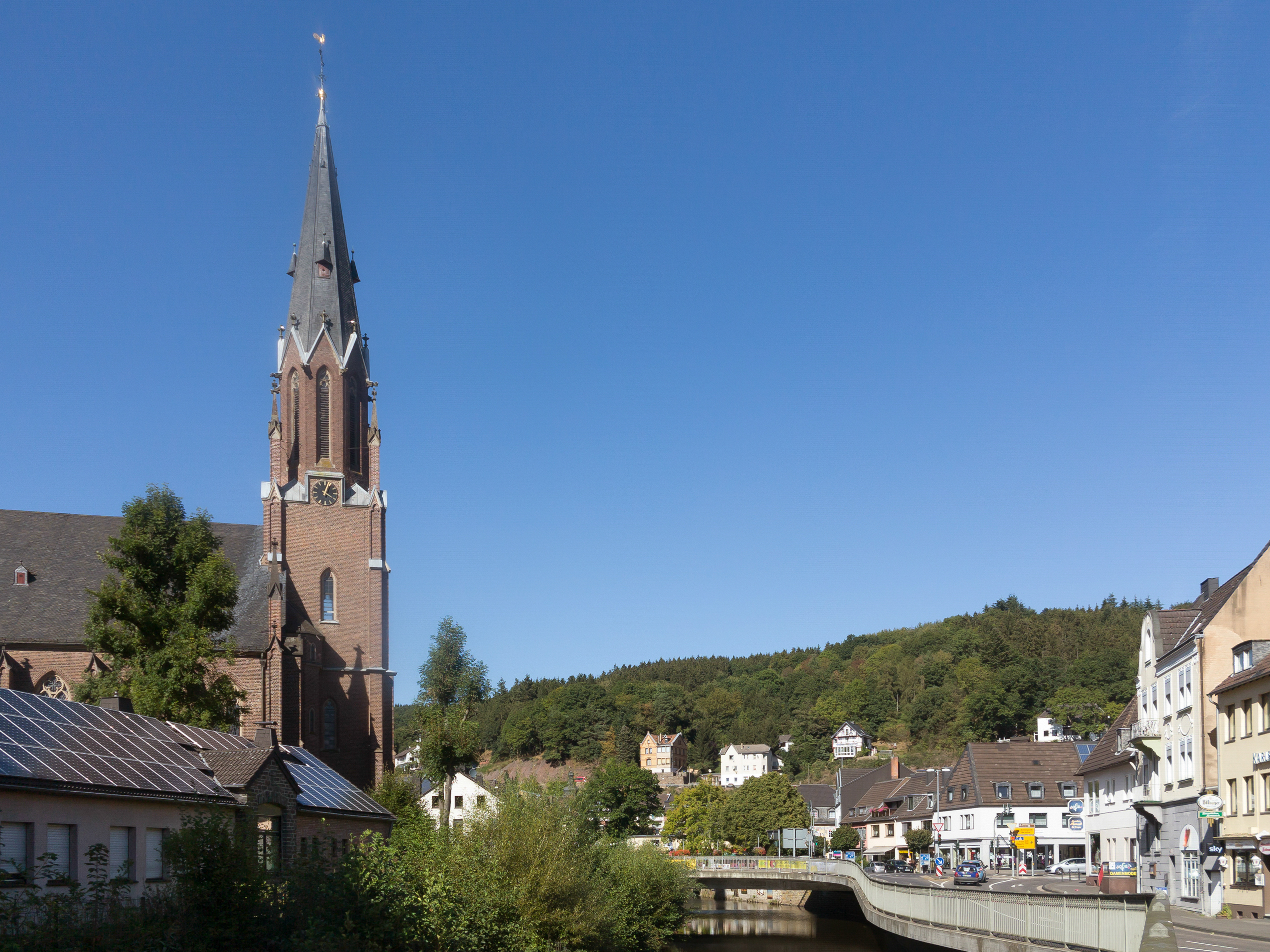
Die Kirche und der Fluss Olef

St. Nikolaus ist die römisch-katholische Pfarrkirche des Schleidener Stadtteils Gemünd im Kreis Euskirchen in Nordrhein-Westfalen.
Die Kirche ist dem hl. Nikolaus von Myra geweiht und unter Nummer 75 in die Liste der Baudenkmäler in Schleiden eingetragen. Zur Pfarrei zählen auch die Orte Malsbenden und Wolfgarten.

## Lage
Das Kirchengebäude befindet sich in der Ortsmitte von Gemünd an der Ecke Aachener Straße (Bundesstraße 266) / Luxemburger Straße (Bundesstraße 265). Direkt vor dem Hauptportal der Kirche fließt die Olef, die nur wenige Meter weiter nördlich in die Urft mündet.

## Allgemeines
Im 14. Jahrhundert hat es in Gemünd bereits eine Kapelle gegeben. Zu dieser Zeit gehörte der Ort zur Pfarrei Olef. Im Jahr 1609 setzte sich teilweise die Reformation in Gemünd durch und es bildete sich eine reformierte Gemeinde. Die katholische Gemeinde erhielt 1699 einen eigenen Vikar, der nun jeden Sonntag und an zwei Werktagen die Heilige Messe lesen musste. 1802 wurde Gemünd schließlich von der Mutterpfarrei Olef abgetrennt und zur eigenständigen Pfarrei erhoben. Zur neuen Pfarrei kamen auch die Orte Düttling, Malsbenden, Mauel und Wolfgarten. Düttling kam allerdings 1806 an die Pfarrei Hergarten.

## Baugeschichte
Eine Kapelle wurde im 15. Jahrhundert errichtet. Diese wurde 1728 zu einer dreijochigen Saalkirche aus Bruchstein mit Dachreiter ausgebaut. Die Kapelle aus dem 15. Jahrhundert diente seitdem als Chor. Mit der Erhebung zur Pfarrei 1802 wurde die Kapelle auch zur Pfarrkirche erhoben. Im Jahr 1847 erhielt die Kirche einen Vorbau im Westen. Bereits zu diesem Zeitpunkt war jedoch klar, dass die Kirche auf Dauer nicht mehr für die Gottesdienstbesucher ausreichen würde.
1850 gründete man einen Kirchenbauverein, der einen Kirchenneubau zum Ziel hatte. Bald darauf schenkte der Aachener Regierungsbaurat Theodor August Stein der Pfarrei Baupläne für eine neue Kirche. Nach einigen Änderungen und Anpassungen der Pläne konnte am 16. Mai 1859 der Grundstein der heutigen Pfarrkirche gelegt werden. Bis 1862 war die Kirche bis auf den Turm fertiggestellt und konnte am 29. Juni 1862 benedeziert werden. Die Konsekration nahm der Kölner Erzbischof Paulus Melchers am 18. September 1866 vor. Der Glockenturm konnte erst im Jahr 1888 fertiggestellt werden.
1956 wurde die Kirche um einen Chorumgang nach Plänen des Telgter Architekten Hans Dinnendahl erweitert worden. Der neue Altar wurde am 29. Juli 1957 durch den Aachener Weihbischof Friedrich Hünermann geweiht.

## Baubeschreibung

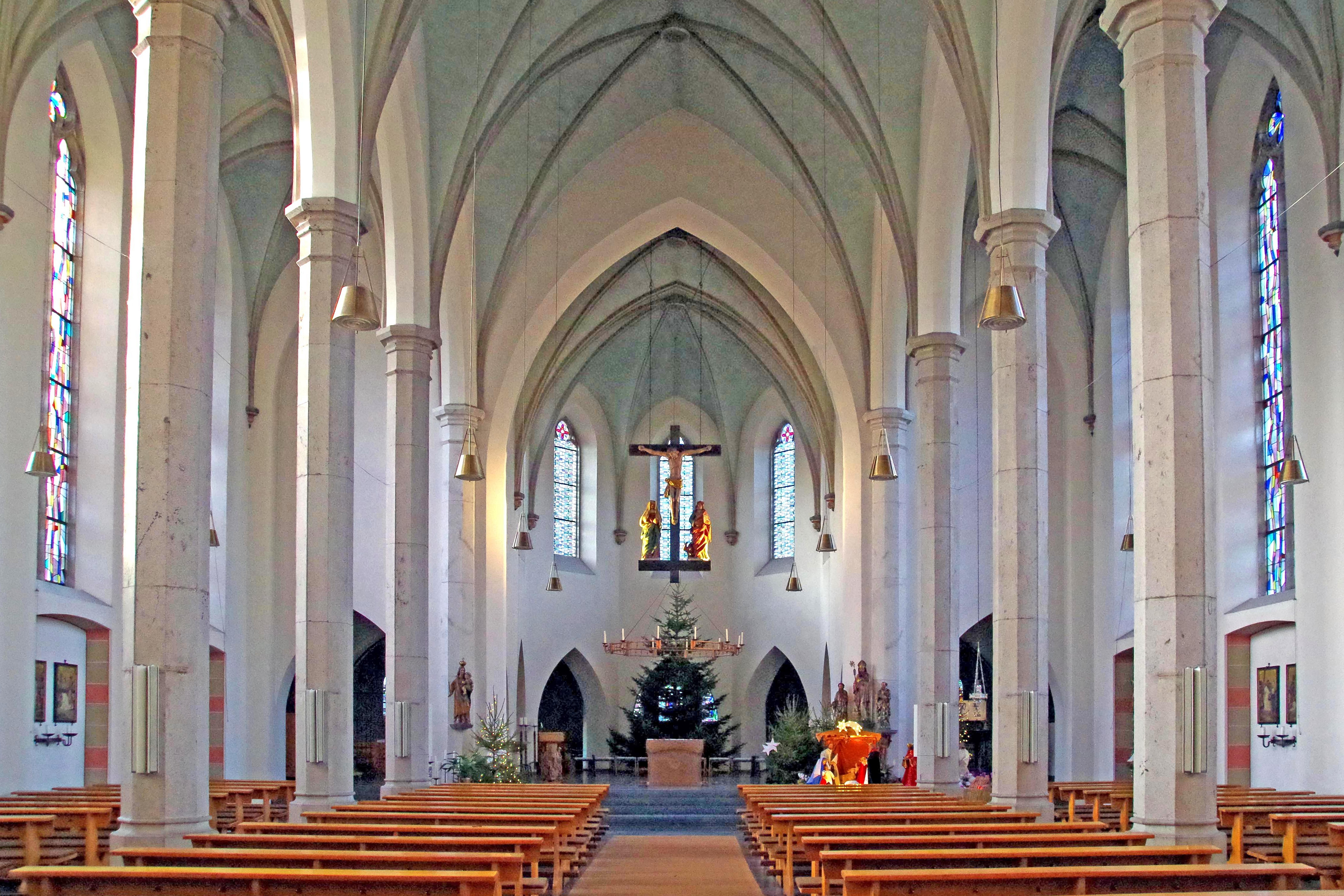
St. Nikolaus, Blick durchs Mittelschiff zum Altar (Weihnachtszeit)

St. Nikolaus ist eine dreischiffige und sechsjochige Hallenkirche aus Backstein im Baustil der Neugotik. Der Chor ist fünfseitig geschlossen und wird von einem Chorumgang umgeben. Er befindet sich nicht wie üblich im Osten, sondern zeigt Richtung Westen. Der Glockenturm ist dem Kirchenschiff im Osten vorgebaut und hat vier Geschosse. Die unteren drei Geschosse sind quadratisch, das vierte Geschoss ist achteckig und wird von vier Fialtürmchen begleitet. Im Untergeschoss des Turmes befindet sich das Hauptportal. Der gesamte Innenraum wird von Kreuzrippengewölben überwölbt.

## Ausstattung

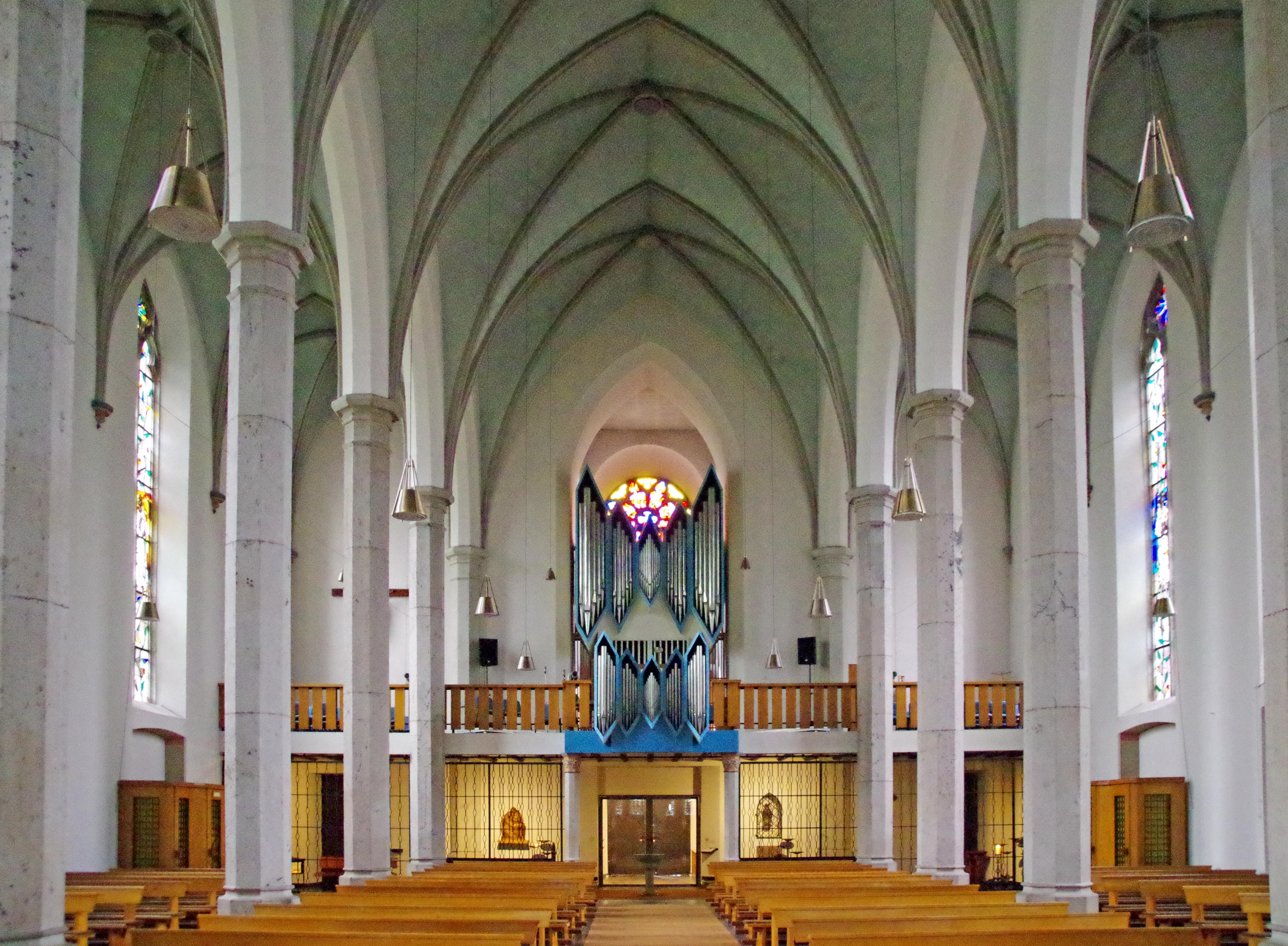
St. Nikolaus, Blick durchs Mittelschiff zur Orgelempore

Von der Ausstattung sind die Kreuzigungsgruppe mit Triumphkreuz aus dem Jahr 1720, der Taufstein aus Sandstein von 1900, eine Pietà von 1937 sowie neun Holzfiguren der ehemaligen Altaraufsätze aus 1873–1876 zu erwähnen. Die Orgel ist ein Werk der Hellenthaler Firma Weimbs Orgelbau aus dem Jahr 1973. Sie besitzt eine mechanisch-elektrische Traktur und verfügt über 36 Register. Die Buntglasfenster sind Werke eines unbekannten Künstlers aus dem Jahr 1956. Die Fenster des Kirchenschiffes sind freie Kompositionen ohne figürliche Darstellungen. Die Fenster des Chorumgangs stellen alle zwölf Apostel dar.

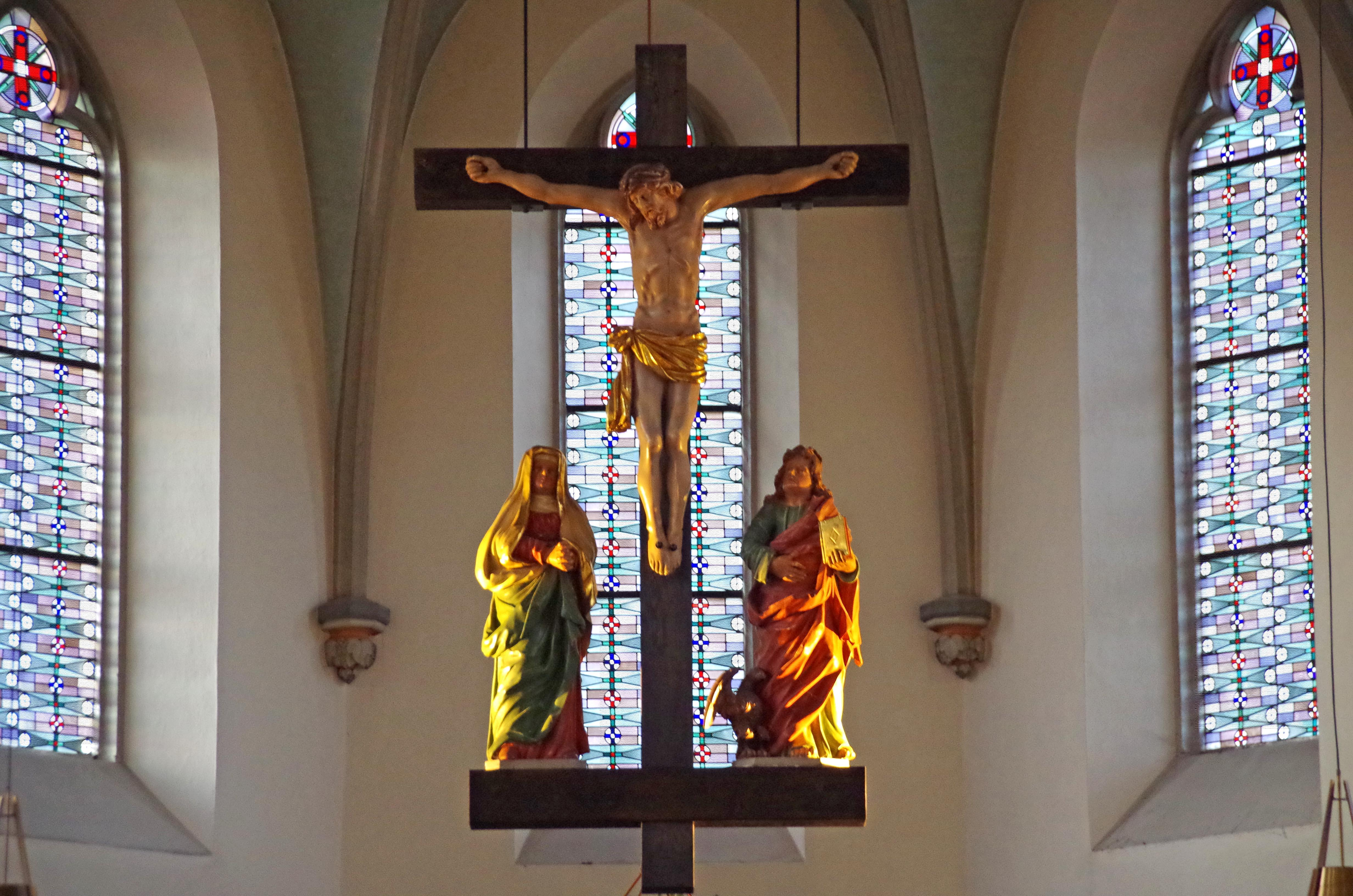
Kreuzigungsgruppe (1720)
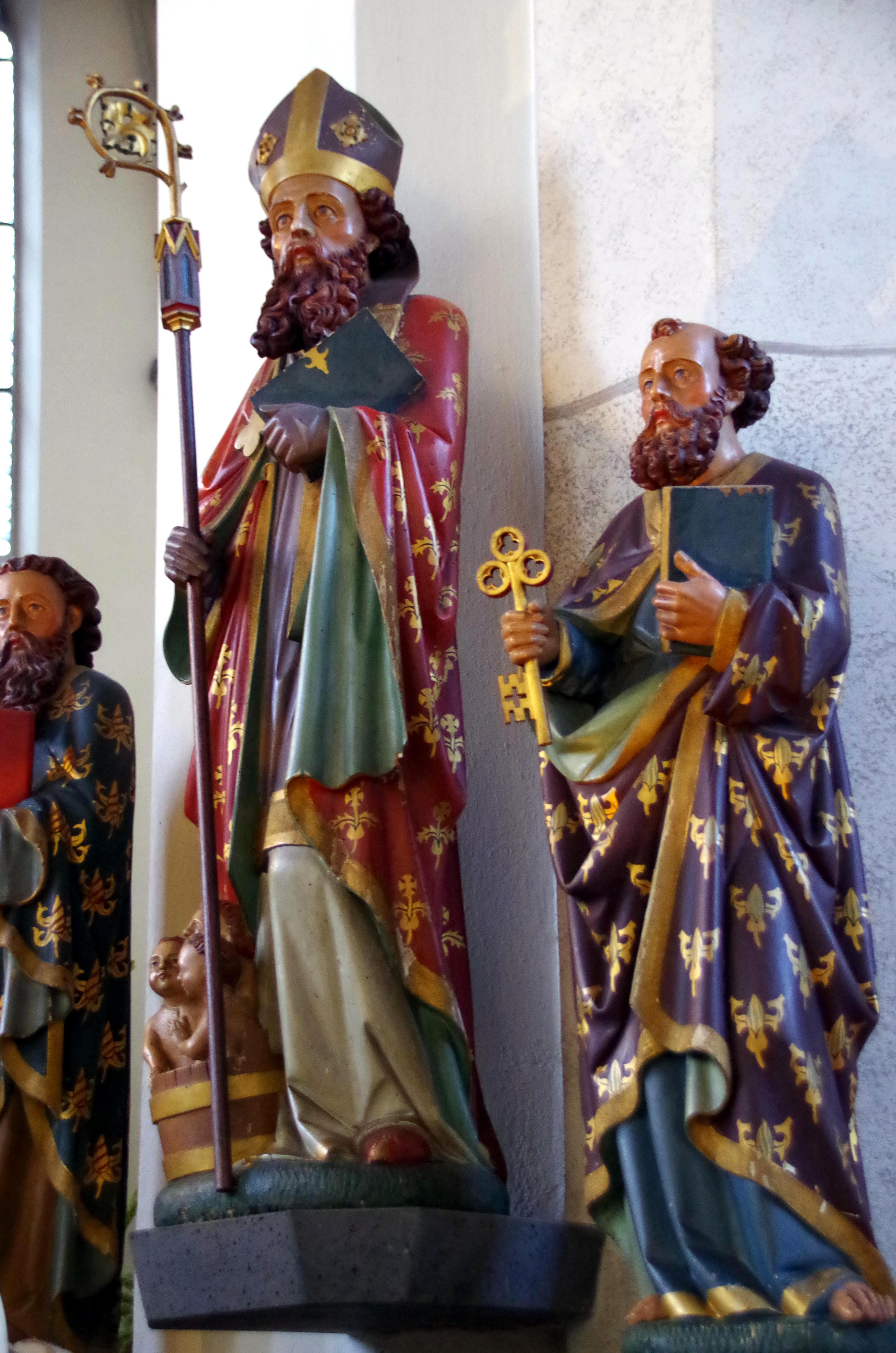
St. Nikolaus als Schutzpatron am rechten Chorpfeiler
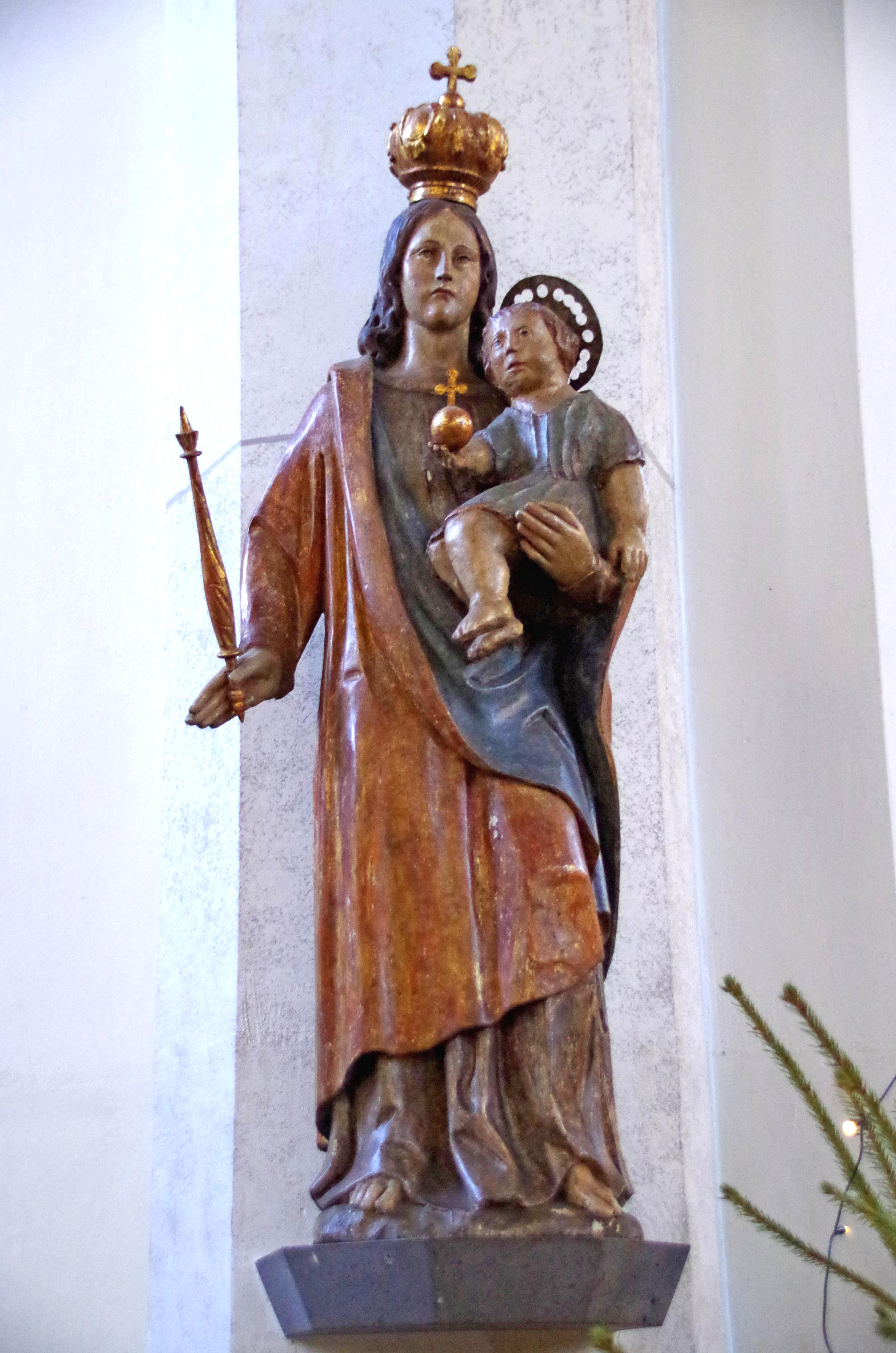
Madonna mit Kind am linken Chorpfeiler
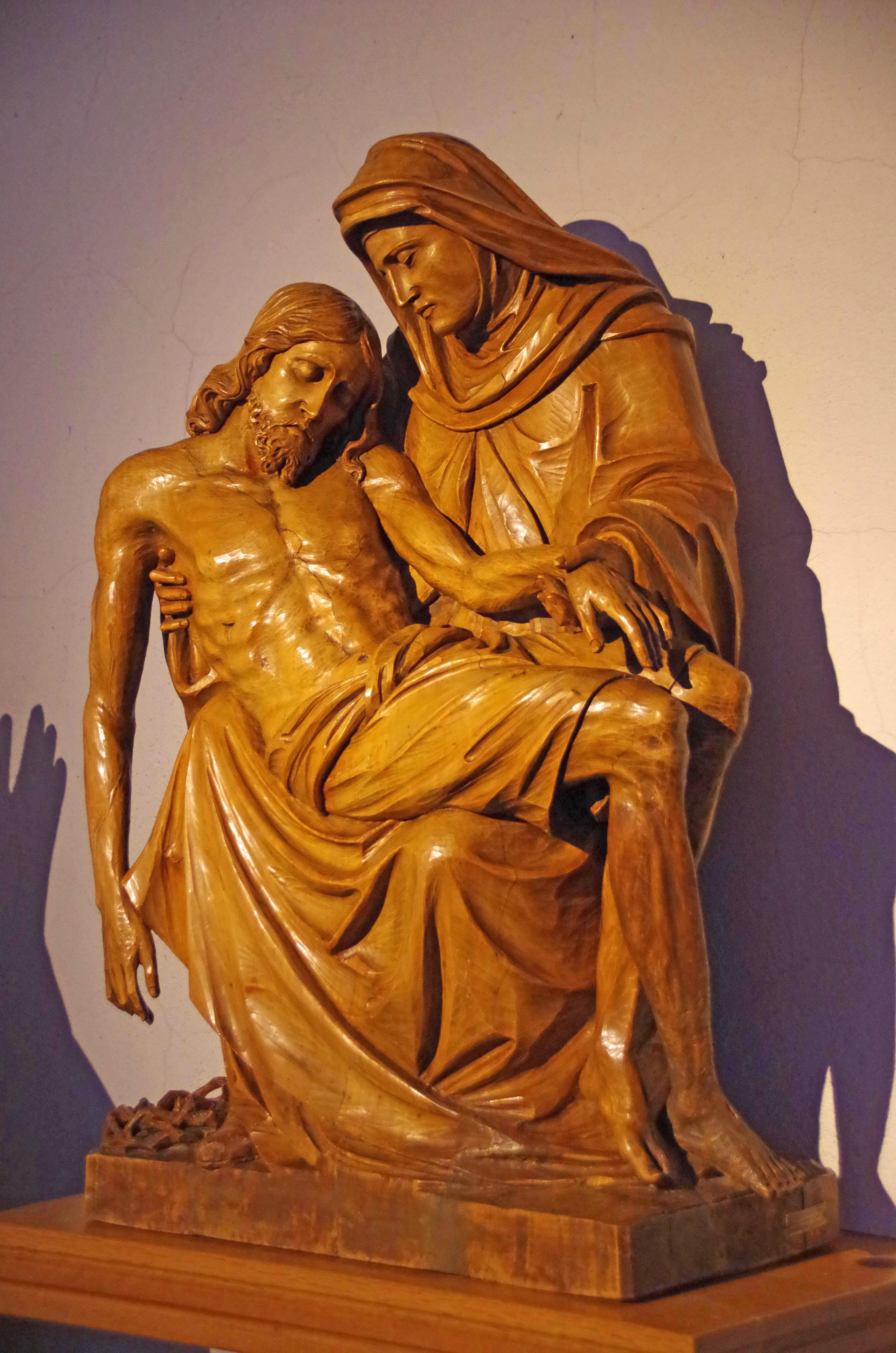
Pieta (1937)
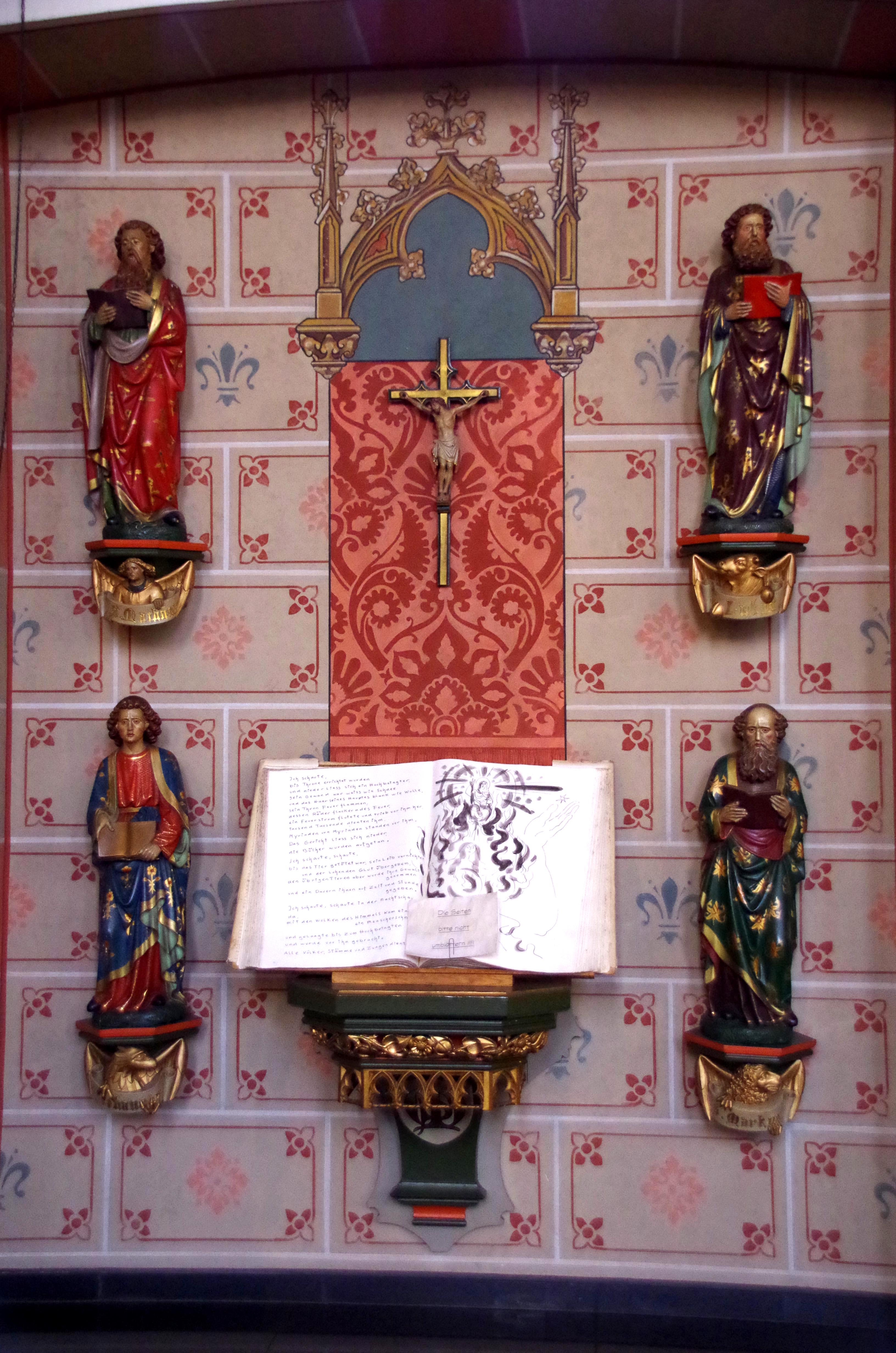
Holzfiguren der ehemaligen Altaraufsätze (1873–1876)
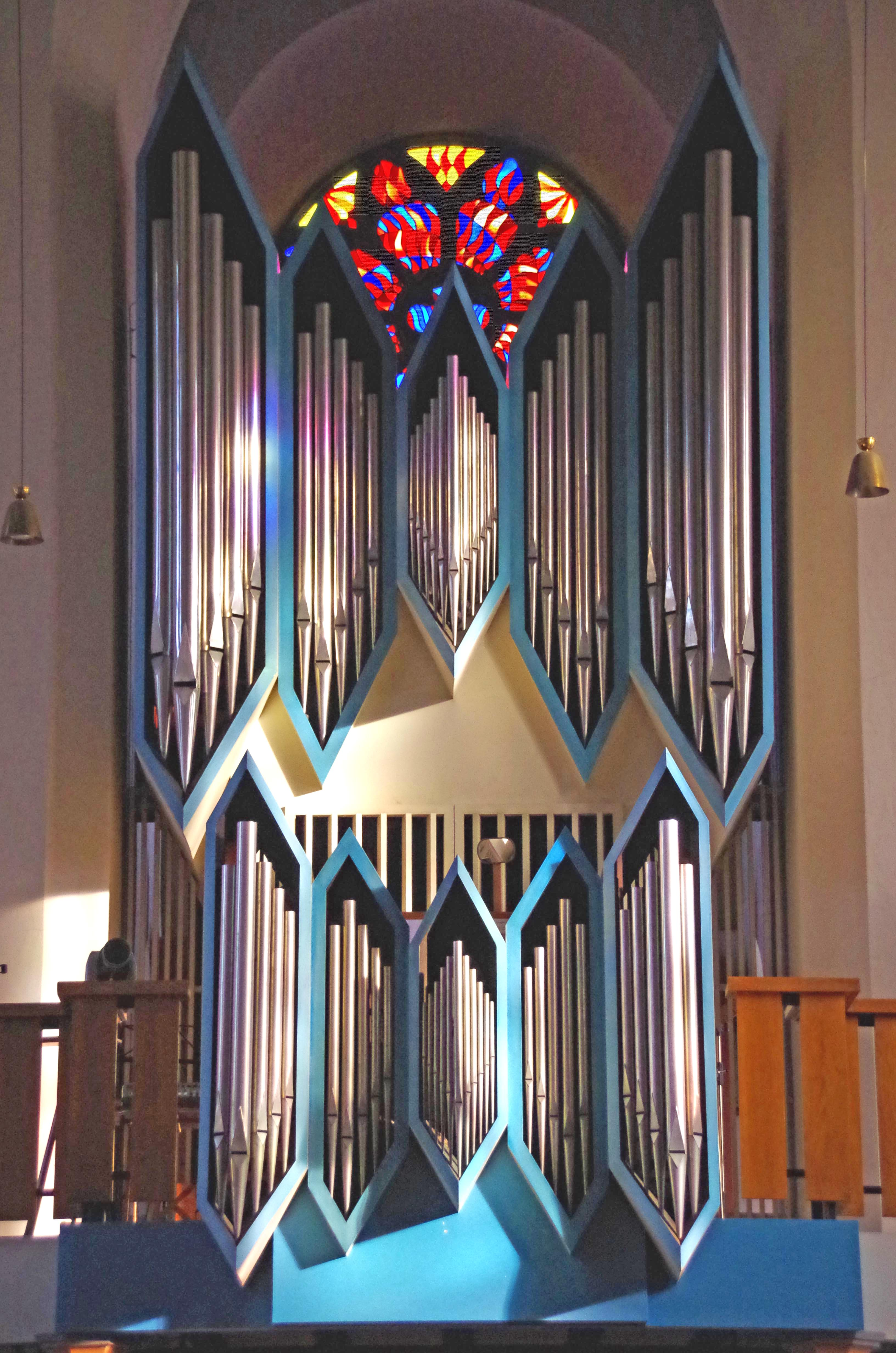
Orgelprospekt (Orgelbau Weimbs 1973)

## Pfarrer
Folgende Pfarrer wirkten bislang an St. Nikolaus als Seelsorger:
| von – bis | Name              |
| --------- | ----------------- |
| 1899–1931 | Theodor Neu       |
| 1931–1952 | Heinrich Altstadt |
| 1952–1979 | Adolf Heitzer     |
| 1979–1990 | Edgar Berg        |
| 1991–2009 | Rolf Knips        |
| 2009–2023 | Philipp Cuck      |
| Seit 2023 | Thomas Schlütter  |